# Because of You (bài hát của Kelly Clarkson)
"Because of You" là một bài hát của nghệ sĩ thu âm người Mỹ Kelly Clarkson nằm trong album phòng thu thứ hai của cô, Breakaway (2004). Nó được phát hành như là đĩa đơn thứ ba trích từ album vào ngày 16 tháng 8 năm 2005 bởi RCA Records. Bài hát được đồng viết lời bởi Clarkson với những người sản xuất nó David Hodges và Ben Moody, hai thành viên của ban nhạc rock nước Mỹ Evanescence. "Because of You" ban đầu được Clarkson sáng tác năm 16 tuổi, trong khoảng thời gian nữ ca sĩ đối mặt với những đau khổ về cảm xúc sau khi cha mẹ cô ly dị, và mong muốn nó được đưa vào album phòng thu đầu tay của cô, Thankful (2003), nhưng đã bị từ chối bởi RCA. Sau đó, cô hợp tác với Hodges và Moody để hoàn thiện bài hát, trước khi thuyết phục thành công hãng đĩa để đưa nó vào Breakaway. Đây là một bản pop rock ballad với nội dung đề cập đến những nỗi đau từ mối quan hệ không tốt đẹp giữa Clarkson với cha cô. Nó bắt đầu với những giai điệu piano du dương trước khi thay đổi ở phần điệp khúc, với âm thanh của một cây guitar gầm rú.
Sau khi phát hành, "Because of You" nhận được những phản ứng tích cực từ các nhà phê bình âm nhạc, trong đó họ đánh giá cao nội dung lời bài hát giàu cảm xúc, sự sắp xếp sáng tạo cũng như chất giọng nội lực của Clarkson. Bài hát cũng gặt hái những thành công vượt trội về mặt thương mại, đứng đầu các bảng xếp hạng ở Brazil, Đan Mạch, Hà Lan và Thụy Sĩ, và lọt vào top 10 ở hầu hết những quốc gia nó xuất hiện, bao gồm nhiều thị trường lớn như Úc, Áo, Đức, Ireland, Na Uy và Vương quốc Anh. "Because of You" đạt vị trí thứ bảy trên bảng xếp hạng Billboard Hot 100, trở thành đĩa đơn thứ sáu của Clarkson vươn đến top 10 và là đĩa đơn thứ ba liên tiếp từ Breakaway làm được điều này, đồng thời đã bán được hơn hai triệu bản tại tại đây. Tính đến nay, nó đã bán được hơn 7.4 triệu bản trên toàn cầu, trở thành đĩa đơn bán chạy thứ hai trong sự nghiệp của nữ ca sĩ sau "Stronger (What Doesn't Kill You)" (2012) cũng như là một trong những đĩa đơn bán chạy nhất mọi thời đại.
Video ca nhạc cho "Because of You" được đạo diễn bởi Vadim Perelman, trong đó Clarkson đã viết nên kịch bản cho video để phản ánh những nỗi đau cô từng trải qua vì cha mẹ ly dị. Nó bắt đầu với những cảnh Clarkson đang tranh cãi nãy lửa với chồng và trước mặt con mình, trước khi cô nhớ lại những kỷ niệm tồi tệ của bản thân khi cha mẹ chia tay và nhận ra rằng cô đang lặp lại sai lầm của cha mẹ mình. Video đã chiến thắng một giải tại giải Video âm nhạc của MTV năm 2006 cho Video xuất sắc nhất của nữ ca sĩ, giúp Clarkson chiến thắng ở hạng mục này trong trong hai năm liên tiếp. Để quảng bá bài hát, nữ ca sĩ đã trình diễn "Because of You" trên nhiều chương trình truyền hình và lễ trao giải lớn, bao gồm CD:UK, The Oprah Winfrey Show, Top of the Pops, Wetten, dass..? và giải Grammy lần thứ 48, cũng như trong nhiều chuyến lưu diễn của cô. Năm 2007, Clarkson đã thu âm lại "Because of You" như là một bản song ca với ca sĩ đồng quê người Mỹ Reba McEntire cho album phòng thu thứ 24 của McEntire, Reba: Duets và nhận được một đề cử giải Grammy ở hạng mục Hợp tác giọng Đồng quê xuất sắc nhất tại lễ trao giải thường niên lần thứ 50.

## Danh sách bài hát
Đĩa CD #1 tại châu Âu
1. "Because of You" – 3:39
2. "Because of You" (NapsterLive) – 3:30

Đĩa CD #2 tại châu Âu
1. "Because of You" – 3:39
2. "Because of You" (Jason Nevins Radio phối) – 3:58

Đĩa CD tại Anh quốc
1. "Because of You" – 3:39
2. "Because of You" (NapsterLive) – 3:30
3. "Because of You" (Jason Nevins Radio phối) – 3:58
4. "Because of You" (video ca nhạc) – 3:42

## Xếp hạng
| Bảng xếp hạng (2005-06)               | Vị trí cao nhất |
| ------------------------------------- | --------------- |
| Úc (ARIA)                             | 4               |
| Áo (Ö3 Austria Top 40)                | 3               |
| Bỉ (Ultratop 50 Flanders)             | 5               |
| Bỉ (Ultratop 50 Wallonia)             | 16              |
| Brazil (ABPD)                         | 1               |
| Đan Mạch Airplay (Tracklisten)        | 1               |
| Châu Âu (European Hot 100 Singles)    | 1               |
| Pháp (SNEP)                           | 13              |
| Đức (Official German Charts)          | 4               |
| Hungary (Rádiós Top 40)               | 2               |
| Ireland (IRMA)                        | 5               |
| Hà Lan (Dutch Top 40)                 | 1               |
| Hà Lan (Single Top 100)               | 1               |
| New Zealand (Recorded Music NZ)       | 19              |
| Na Uy (VG-lista)                      | 5               |
| Scotland (OCC)                        | 6               |
| Thụy Điển (Sverigetopplistan)         | 30              |
| Thụy Sĩ (Schweizer Hitparade)         | 1               |
| Anh Quốc (OCC)                        | 7               |
| Hoa Kỳ Billboard Hot 100              | 7               |
| Hoa Kỳ Adult Contemporary (Billboard) | 3               |
| Hoa Kỳ Adult Pop Airplay (Billboard)  | 2               |
| Hoa Kỳ Dance Club Songs (Billboard)   | 24              |
| Hoa Kỳ Pop Airplay (Billboard)        | 1               |
| Bảng xếp hạng (2008)                  | Vị trí cao nhất |
| Ý (FIMI)                              | 31              |

| Bảng xếp hạng (2007)                 | Vị trí cao nhất |
| ------------------------------------ | --------------- |
| Canada (Canadian Hot 100)            | 36              |
| Canada Country (Billboard)           | 1               |
| Hoa Kỳ Billboard Hot 100             | 50              |
| Hoa Kỳ Hot Country Songs (Billboard) | 2               |

| Bảng xếp hạng (2005)                 | Vị trí |
| ------------------------------------ | ------ |
| Netherlands (Dutch Top 40)           | 258    |
| UK Singles (Official Charts Company) | 103    |
| US Billboard Hot 100                 | 72     |
| US Pop Songs (Billboard)             | 40     |
| Bảng xếp hạng (2006)                 | Vị trí |
| Australia (ARIA)                     | 58     |
| Austria (Ö3 Austria Top 75)          | 19     |
| Belgium (Ultratop 50 Flanders)       | 22     |
| Belgium (Ultratop 40 Wallonia)       | 48     |
| Brazil (APBD)                        | 1      |
| Denmark (Tracklisten)                | 24     |
| Europe (European Hot 100 Singles)    | 12     |
| Germany (Official German Charts)     | 19     |
| Hungary (Rádiós Top 40)              | 11     |
| Netherlands (Dutch Top 40)           | 22     |
| Netherlands (Single Top 100)         | 55     |
| Romania (Romanian Top 100)           | 10     |
| Switzerland (Schweizer Hitparade)    | 8      |
| UK Singles (Official Charts Company) | 83     |
| US Billboard Hot 100                 | 39     |
| US Adult Contemporary (Billboard)    | 4      |
| US Adult Top 40 (Billboard)          | 10     |
| US Pop Songs (Billboard)             | 29     |

| Bảng xếp hạng (2007)         | Vị trí |
| ---------------------------- | ------ |
| US Country Songs (Billboard) | 33     |

| Bảng xếp hạng (2000-09)  | Vị trí |
| ------------------------ | ------ |
| US Pop Songs (Billboard) | 7      |

| Bảng xếp hạng            | Vị trí |
| ------------------------ | ------ |
| US Pop Songs (Billboard) | 27     |

## Chứng nhận
| Quốc gia | Chứng nhận  | Số đơn vị/doanh số chứng nhận |
| --- | ----------- | ----------------------------- |
| Úc (ARIA) | Vàng        | 35.000^                       |
| Brasil (Pro-Música Brasil) | Bạch kim    | 100,000*                      |
| Canada (Music Canada) | Vàng        | 20.000*                       |
| Đan Mạch (IFPI Đan Mạch) | Vàng        | 4.000^                        |
| Pháp (SNEP) | —           | 84,100                        |
| Đức (BVMI) | Vàng        | 250.000^                      |
| Na Uy (IFPI) | 2× Bạch kim | 20.000*                       |
| Hàn Quốc (Gaon Chart) | None        | 2,207,914                     |
| Anh Quốc (BPI) | Bạch kim    | 600.000‡                      |
| Hoa Kỳ (RIAA) Nhạc số | Bạch kim    | 2,079,000                     |
| Hoa Kỳ (RIAA) Nhạc chuông | Vàng        | 500.000^                      |
| * Chứng nhận dựa theo doanh số tiêu thụ. ^ Chứng nhận dựa theo doanh số nhập hàng. ‡ Chứng nhận dựa theo doanh số tiêu thụ và phát trực tuyến. |             |                               |